# Bubba Trattori
Bubba è stata un'azienda italiana situata a Santimento (in provincia di Piacenza) che produceva macchine agricole, ed è stata la prima azienda italiana ad impiegare il motore a testa calda in un trattore agricolo.

## Storia

### Gli inizi
La ditta individuale Pietro Bubba fu Domenico sorse a Santimento verso la fine del XIX secolo, per esercitare la trebbiatura per conto di terzi. In seguito, comincia a riparare e a costruire piccoli attrezzi sino a quando, nel 1896, realizza una sgusciatrice per semi minuti, che rappresenta storicamente la prima macchina agricola Bubba. Con l'aiuto dei tre figli Federico, Salvatore e Artemio nel 1896 inizia la costruzione delle prime trebbie.
Nel corso degli anni la ditta si sviluppa nel campo delle trebbie e delle presse sino a raggiungere, all'inizio degli anni Venti, una posizione paritaria con i concorrenti del settore che sono la Breda, la Orsi e la Casali. Nel 1919 si ha la prima struttura societaria vera e propria: "Cav. Pietro Bubba & C. Società in accomandita semplice". Per quanto riguarda i trattori, l'ingresso avviene gradualmente partendo dal recupero di veicoli impiegati nella Aratura di Stato negli anni dal 1917 al 1919, che vengono ceduti ai privati ad un prezzo agevolato. Usati senza tante attenzioni da un corpo di militari "non idonei al combattimento”, questi veicoli mostrano il loro punto debole nel motore a ciclo Otto il quale, per mancanza di una accurata gestione, si dimostra poco affidabile.

### L'era dei motori "testacalda"
Nel 1923 Ulisse Bubba, figlio di Federico, realizza i primi trattori testacalda con motori Bubba montati su carri Case: nascono i trattori UTC3, UTC4 e UTC5 (U=Ulisse; T=Trattore; C=Case). L’innesto funziona e la cosa ha successo al punto che, una volta finite le possibilità di avere i carri americani a buon mercato, la Bubba è già pronta a costruirne uno originale:  nel 1926 nasce il modello UTB3 (U=Ulisse; T=Trattore; B=Bubba) con potenza di 25/30 CV. È il primo trattore interamente Bubba.
Nel 1929 vengono realizzati il prototipo dell’UT2, l’UT3, perfezionamento dell’UTB3, portato a 25 CV e alleggerito, e l’UT5 di oltre 23 litri di cilindrata che rappresenta il più grosso trattore testacalda che si conosca e il più potente, 50 CV. Deriva da due cilindri orizzontali dell’UT3 accoppiati.

### La crisi e la nuova società
Pietro Bubba muore nel 1927 all’età di 78 anni. La crisi mondiale del 1929 vede l’azienda in difficoltà finanziarie e il 5 aprile del 1930 una società derivata dalla SAFI di Piacenza, costituita appositamente con il nome di Bubba S.A., assorbe la SaS Pietro Bubba &C. Ne entra a fare parte l’ingegner Luigi Lodigiani. Della vecchia dirigenza restano Federico Bubba come progettista delle trebbie, Ulisse Bubba come direttore tecnico dello stabilimento e Artemio Bubba che se ne va dopo un anno per costituire nel 1933, assieme al fratello Salvatore, un’azienda per la costruzione di trebbiatrici.
Il primo trattore della nuova proprietà è il modello UT2, una macchina da 25 cv, snella e moderna per il periodo, progettata da Ulisse Bubba e pronta da parecchi mesi, ma bloccata nella industrializzazione dalla mancanza di fondi. Intorno agli anni 1934 - 1935 vedono la luce altri due nuovi modelli: si tratta dell' UT 4 e dell' UT 6 con i rispettivi derivati stradali (US) e impianti fissi (UF).
Il modello UT4, con i suoi 15,380 litri di cilindrata (260 X 290 mm di corsa) è probabilmente il più grosso trattore monocilindrico a testa calda mai costruito. Copia in piccolo dell’UT4 è l'UT6, dal quale nasce nel 1936 il trattore a cingoli C 35; sarà l'ultima macchina progettata da Ulisse Bubba che quell'anno esce dall'azienda assieme al padre Federico.

### L'era Arbos-Bubba

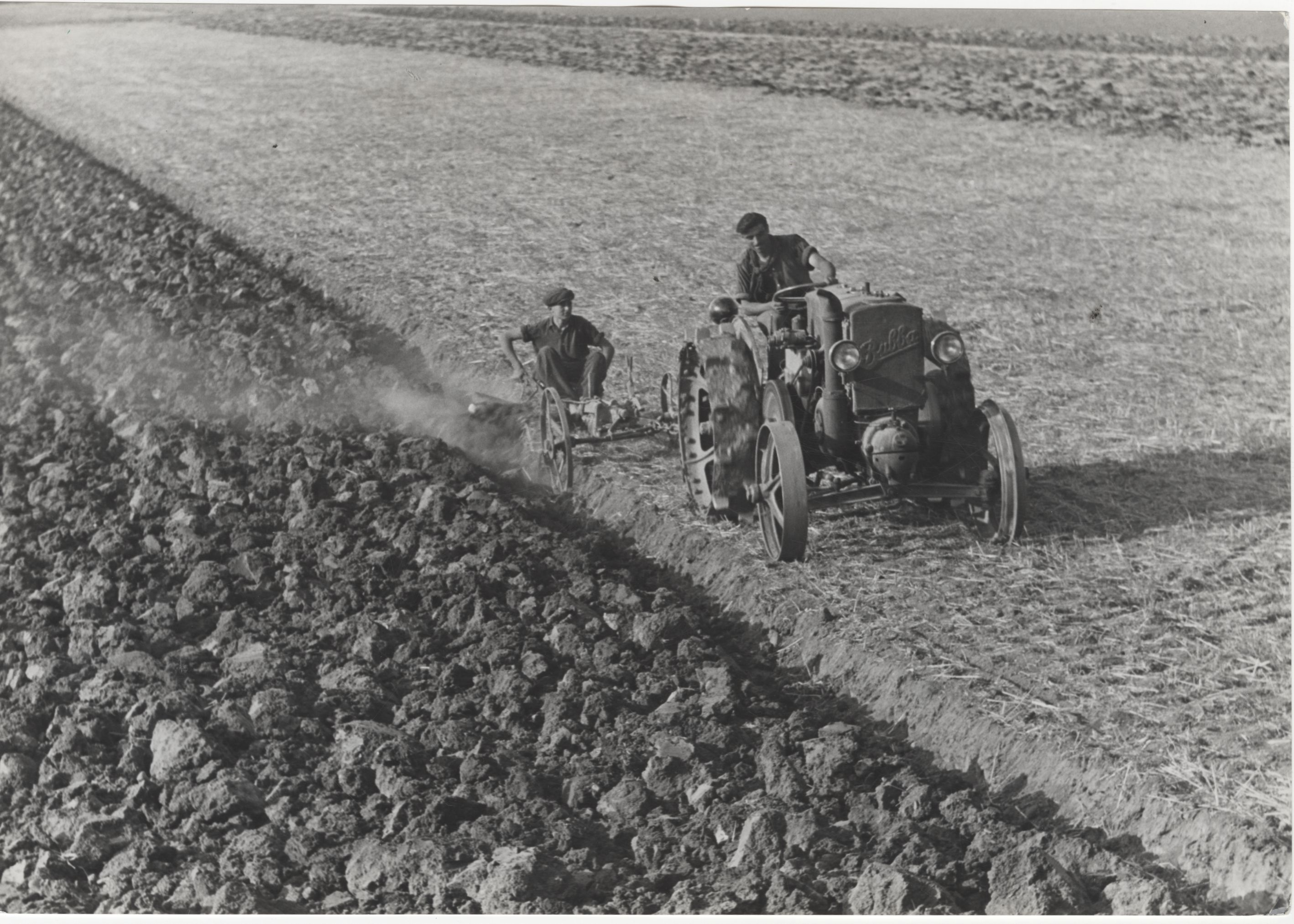
Aratura con trattore Bubba, 1940.

Due anni dopo, nel 1938, la Bubba S.A. produce l’ARIETE (37/45 CV), primo trattore Bubba non progettato da Ulisse, ma dagli ingegneri Emmanueli e Giorgi.
Nel 1943 Luigi Lodigiani è l’unico proprietario della Bubba S.A. Nasce il D42, 42 CV, versione ammodernata dell’Ariete che però non ottiene un grande successo a causa della guerra. Successivamente nasce il CENTAURO, cingolato da 45/55 CV. Nello stesso periodo la Bubba S.A. sperimenta le prime mietitrebbie semoventi a cingolo completo. Nel 1947 Bubba sperimenta una mietitrebbia trainata, la 1500, con motore ausiliario, progettata dagli ingegneri Minoprio e Farina sull'esempio dell'americana Allis-Chalmers, che però rimane allo stadio di prototipo. Ad essa seguiranno altre macchine sperimentali semoventi con cingolo unico dedicate alla raccolta del riso.
Nel 1950 la Bubba realizza l'LO5, il suo ultimo trattore testa calda, 45 CV gommato. Viene progettato anche l'LO6 a cingoli, ma mai prodotto.
Nel 1952 Lodigiani sposta lo stabilimento di Santimento a Piacenza San Lazzaro. Inizia qui la produzione di mietitrebbie con il prototipo della mietitrebbia MT 52 con motore Deutz raffreddato ad aria. Successivamente vengono costruite la MT 100 A e la 100 B, quest'ultima versione da riso.
Nel 1954 la Arbos Bubba lancerà sul mercato un trattore a ruote con motore diesel Perkins P4TA da 35 cavalli e l'anno dopo un cingolato con due motorizzazioni a scelta: Perkins P4TA oppure Deutz F2L514 da 32 cv. Le cifre sono esigue: 33 esemplari del tipo a ruote e 9 di quello a cingoli sino alla data del 31 dicembre del 1955. Il marchio Bubba, che dal 1954 era già stato trasformato in Arbos-Bubba, scompare del tutto, diventando solo Arbos, marchio di una fabbrica di biciclette appartenuta a due piacentini (Armani e Boselli) e in seguito di proprietà di Lodigiani.

### 2015: la rinascita
La società cinese produttrice di trattori agricoli e mietitrebbie Tianjin Lovol Heavy Industry Co. Ltd ha annunciato il progetto per il recupero e la valorizzazione dei marchi Bubba ed Arbos.

## Modelli principali
- UTC3 - UTC3: 1924, primi trattori con motore "testa calda" in italia
- UTB3: 1926
- UT5: trattore con motore "testa calda" più grande mai realizzato
- UT4:  più grande trattore monocilindrico mai costruito con motore "testa calda"
- C 35: 1936, trattore a cingoli